# Xã Smoky Hollow, Quận Cass, Minnesota
Xã Smoky Hollow (tiếng Anh: Smoky Hollow Township) là một xã thuộc quận Cass, tiểu bang Minnesota, Hoa Kỳ. Năm 2010, dân số của xã này là 70 người.